# Bécassine de Strickland
Gallinago stricklandii
Espèce
Statut de conservation UICN

 NT  : Quasi menacé
La Bécassine de Strickland (Gallinago stricklandii) est une espèce d’oiseaux appartenant à la famille des Scolopacidae.